# 康 (莎车)
康（？—33年），东汉时莎车国王。
天凤五年（18年），父亲忠武王延去世，康继位莎车王。约东汉光武帝初年，康率领邻国抗拒匈奴，保护原汉朝西域都护官员和他们的妻子儿女一千余人，写信给河西询问中原的情况，并陈述对汉之忠心。建武五年（29年），河西大将军窦融于是承旧制，封康为汉莎车建功怀德王、西域大都尉，五十五国全隶属于莎车。建武九年（33年），康去世，谥宣成王，弟弟贤继位。